# Kokabiel
Kokabiel (Arameo: כוכבאל, griego: χωβαβιήλ), también deletreado Kôkabîêl, Kôkhabîêl, Kakabel, Kochbiel, Kokbiel, Kabaiel, o Kochab, consideró el 'ángel de las estrellas,'  es un ángel caído, el cuarto mencionado del 20 Watcher (Vigilantes) dirigentes de los 200 ángeles caídos en el Libro de Enoch. Su nombre es generalmente traducido como «estrella de Dios,» el cual está siendo usado desde entonces, lo que ha sido dicho es que Kokabiel enseña astrología a sus asociados.
Según El Libro del Ángel Raziel, Kokabiel es un ángel santo; en otra historia apócrifa, aun así, es generalmente considerado por ser un ángel caído. Kokabiel ha sido elegido para comandar un ejército de 365,000 espíritus.